# Новосибирская улица (Санкт-Петербург)
Новосиби́рская улица — улица в Санкт-Петербурге, проходящая от Торжковской улицы до улицы Матроса Железняка.

## История
Появилась на картах города в начале XX века, с 1907 года носила название Старецкая улица, с 1930-х годов — Старицкая улица, современное название получила 16 января 1964 года в честь города Новосибирска. В начале 1960-х годов началась застройка улицы домами-«хрущёвками».

## Здания и сооружения
Нечётная сторона:

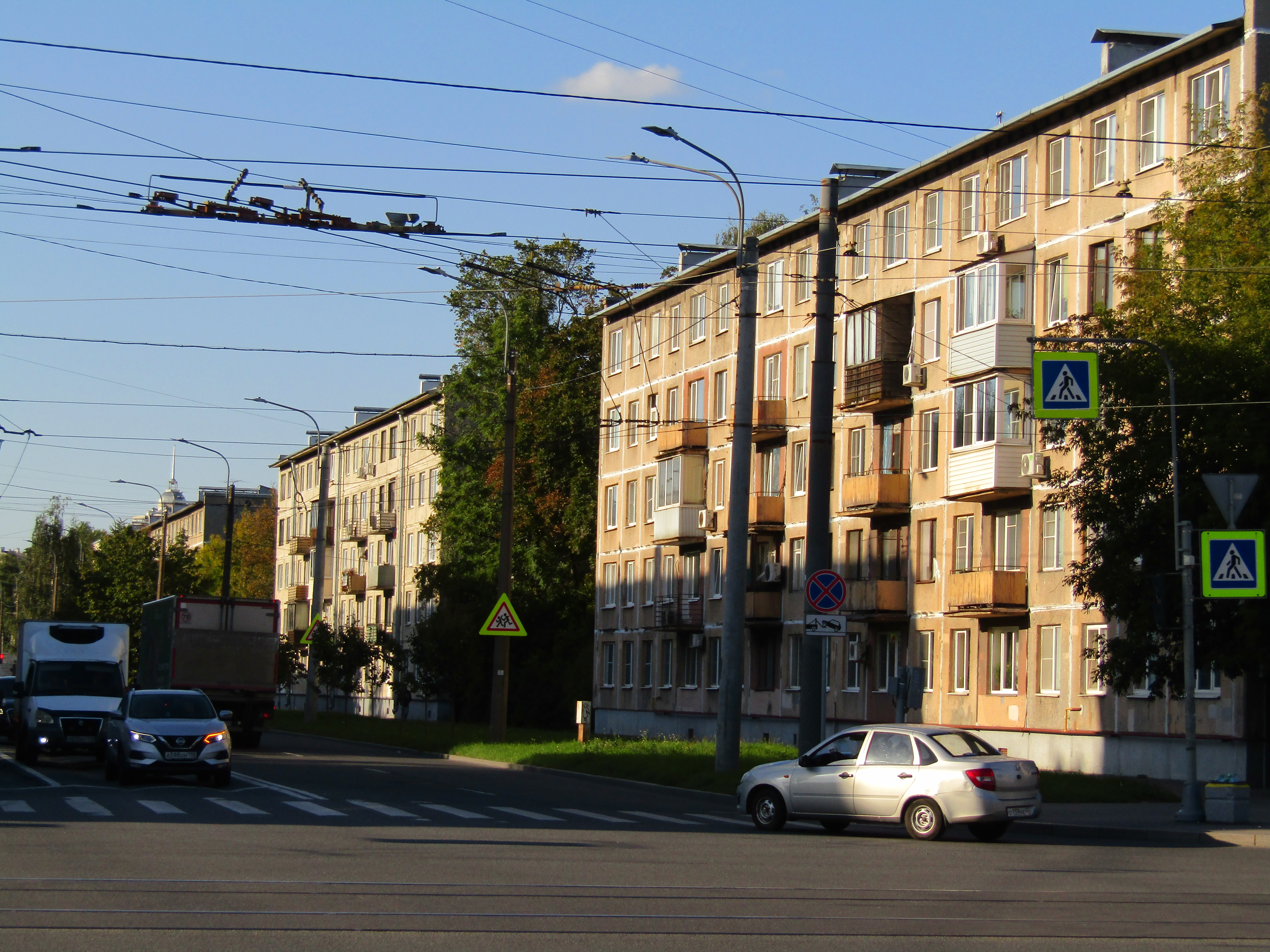
Вид с Торжковской улицы

- дом 7 — Администрация Приморского района, отдел здравоохранения

Чётная сторона:
- дом 8 — Учебно-спортивный корпус Университета культуры и искусств
- дом 14 — салон красоты
- дом 16а — ГДОУ Детский сад № 17 Приморского района
- дом 16/2 — ГОУ Гимназия № 116 Приморского района

## Пересечения
- улица Матроса Железняка
- Ланское шоссе
- Торжковская улица